# Góra Czerskiego
Góra Czerskiego (ros. Гора Черского, Gora Czerskogo) – szczyt górski w azjatyckiej części Rosji, najwyższy w Górach Bajkalskich; wysokość 2588 m n.p.m.
Leży na granicy obwodu irkuckiego i Buriacji. Nazwana została na cześć polskiego badacza Syberii, zesłańca i geologa Jana Czerskiego.